# Attalea exigua
Attalea exigua là loài thực vật có hoa thuộc họ Arecaceae. Loài này được Drude mô tả khoa học đầu tiên năm 1881.